# 伊東幸子 (レフェリー)
伊東 幸子（いとう さちこ、1972年9月22日 - ）は、プロレスのレフェリー、女優。千葉県山武郡出身。身長160cm、体重53kg。血液型A型。

## 経歴
- 1994年、GAEA JAPANに入団。
- 1995年7月29日、GAEA後楽園ホール大会の永島千佳世対沼尾マキエ戦でレフェリーデビュー。
- 2005年、GAEA解散に伴い、フリー転向。以来、センダイガールズプロレスリング、OZアカデミー、プロレスリングWAVE等で試合を裁く。
- 2006年5月31日、シアターサンモールでのFEVER DRAGON NEOプロデュース「CRASH」で女優デビュー。
- 2023年現在もOZアカデミー所属レフェリーとして活躍中。